# Micromia fulgurans
Micromia fulgurans là một loài bướm đêm trong họ Geometridae.